# 圣安德烈德罗克佩尔蒂
圣安德烈-德罗克佩尔蒂（法語：Saint-André-de-Roquepertuis，法語發音：[sɛ̃.t‿ɑ̃dʁe də ʁɔkpɛʁtɥi]）是法国加尔省的一个市镇，位于该省东北部，属于尼姆区。

## 地理
圣安德烈-德罗克佩尔蒂（44°14'26"N, 4°27'22"E）面积12.18 平方千米，位于法国奧克西塔尼大區加尔省，该省份为法国南部沿海省份，南端濒地中海，北起顺时针与阿尔代什省、沃克吕兹省、罗讷河口省、埃罗省、阿韦龙省和洛泽尔省接壤。
与圣安德烈-德罗克佩尔蒂接壤的市镇（或旧市镇、城区）包括：科尔尼永、古达尔格、伊西拉克、梅雅讷-勒克拉普、蒙克吕。
圣安德烈-德罗克佩尔蒂的时区为UTC+01:00、UTC+02:00（夏令时）。

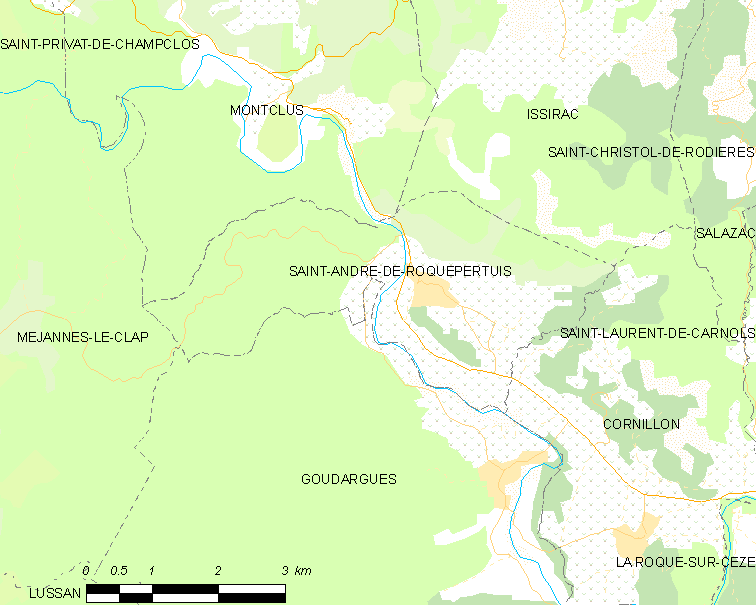
圣安德烈-德罗克佩尔蒂的OSM定位图

## 行政
圣安德烈-德罗克佩尔蒂的邮政编码为30630，INSEE市镇编码为30230。

## 政治
圣安德烈-德罗克佩尔蒂所属的省级选区为蓬圣埃斯普里县。

## 人口
圣安德烈-德罗克佩尔蒂于2022年1月1日时的人口数量为576人。

1962-2008年间圣安德烈-德罗克佩尔蒂人口变化图示